# イレブンアーツ
イレブンアーツ（ELEVEN ARTS, Inc.）は、アメリカ合衆国のロサンゼルスにある映画会社である。
2003年に設立。日本映画の海外セールスエージェント業務からスタートする。現在の社長であるコウ・モリが活動の幅を広げ、北米での映画配給や映画製作を手がけるまでに成長させる。特に近年の日本製アニメ作品の北米配給において好成果を上げている。

## フィルモグラフィー

### セールス部門
| 製作 | 作品名                                      | 監督                       | 出演                                                                                      | 詳細 |
| ---- | ------------------------------------------- | -------------------------- | ----------------------------------------------------------------------------------------- | --- |
| 2014 | 太秦ライムライト                            | 落合賢                     | 福本清三、山本千尋、萬田久子、松方弘樹、小林稔侍                                          | 上海国際映画祭：公式上映 ファンタジア国際映画祭：最優秀作品賞＆主演男優賞 ニューヨーク・アジアン映画祭：観客賞 |
|      | Man From Reno リノから来た男                | デイブ・ボイル             | 藤谷文子、北村一輝、ぺぺ・セルナ、松崎悠希                                                | ロサンゼルス映画祭：グランプリ受賞 ダラス・アジアン映画祭：最優秀作品賞受賞 Japan Cuts：公式上映               |
|      | Faeryville                                  | Tzang Merwyn Tong          |                                                                                           | |
| 2013 | トラベラーズ -次元警察-                     | 坂本浩一                   | 長澤奈央、木下あゆ美、海老澤健次、高山侑子                                                | |
|      | 高速ばぁば                                  | 内藤瑛亮                   | 未来穂香、北山詩織、後藤郁、岡田義徳、 中村愛美、小野敦子、大家由祐子                     | プロデューサー：一瀬隆重                                                                                       |
|      | カルト                                      | 白石晃士                   | あびる優、岩佐真悠子、入来茉里、岡本夏美、 林田麻里、山口森広、小山田サユリ、三浦涼介     | プロデューサー：一瀬隆重                                                                                       |
|      | トーク・トゥ・ザ・デッド                    | 鶴田法男                   | 小松彩夏、加藤和樹                                                                        | プロデューサー：一瀬隆重                                                                                       |
| 2011 | Almost Perfect                              | バーサ・ベイ＝サ・パン     | ケリー・ヒュー、エディソン・チャン、 クリスティーナ・チャン、ロジャー・リース             | |
|      | David & Kamal                               | キクオ・カワサキ           | Yoni Rosenzweig、Abdalla El Akal、 Zach Cohen、Nati Ravitz                                | |
|      | You and I                                   | ローランド・ジョフィ       | ミーシャ・バートン、シャンテル・ヴァンサンテン、 アントン・イェルチン                     | |
|      | 豆富小僧                                    | 河原真明                   | 深田恭子、武田鉄矢、松平健                                                                | 脚本：杉井ギサブロー                                                                                           |
| 2010 | アンダンテ ～稲の旋律～                     | 金田敬                     | 新妻聖子、筧利夫、秋本奈緒美、宇津宮雅代                                                  | |
|      | 浅草堂酔夢譚                                | 荻野欣士郎                 | 田村愛、堀川りょう、高野志穂、BORO                                                        | |
|      | 臍帯                                        | 橋本直樹                   | 於保佐代子、柳生みゆ、さくまひろし、滝沢涼子                                              | |
|      | 柔術                                        | 浅井宏樹                   | 坂井良平、宮本親臣、易楠、倉田保昭                                                        | |
|      | 堀川中立売                                  | 柴田剛                     | 石井モタコ、山本剛史、野口雄介、堀田直蔵                                                  | |
|      | 結び目                                      | 小沼雄一                   | 赤澤ムック、川本淳一、広澤草、三浦誠己                                                    | |
|      | 脇役物語                                    | 緒方篤                     | 益岡徹、永作博美、津川雅彦、松坂慶子                                                      | |
| 2009 | 吸血少女対少女フランケン                    | 友松直之、西村善廣         | 川村ゆきえ、斉藤工、乙黒えり、津田寛治、 しいなえいひ                                     | 原作：内田春菊                                                                                                 |
|      | 群青 愛が沈んだ海の色                       | 中川陽介                   | 長澤まさみ、佐々木蔵之介                                                                  | |
|      | チョコレート・アンダーグラウンド            | 浜名孝行                   | 豊永利行、水沢史絵、高橋美佳子、鈴木達央                                                  | 原作：アレックス・シアラー                                                                                     |
|      | 音楽と体の神秘 ドラムビートはハートを打つ   | クリストファー・ポメレンケ | イライジャ・ウッド、ジュリエット・ルイス、 Matt Sorum、ジョン・フルシアンテ               | 英題：The Heart Is A Drum Machine                                                                              |
|      | ホスピタル・オブ・ザ・デッド 閉ざされた病院 | ヤム・ララナス             | リチャード・グティエレス、クリスティン・レイエス、 TJ・トリニダード、ミリアム・キャンバオ | 英題：Patient X                                                                                                |
|      | The Harimaya Bridge はりまや橋              | アロン・ウルフォーク       | ベン・ギロリ、高岡早紀、清水美沙、ダニー・グローヴァー                                    | |
|      | ビューティフル アイランズ                   | 海南友子                   |                                                                                           | ドキュメンタリー作品                                                                                           |
|      | ロストパラダイス・イン・トーキョー          | 白石和彌                   | 小林且弥、内田慈、ウダタカキ                                                              | |
| 2008 | ICE <劇場版>                                | 小林誠                     | 皆川純子、小野恵令奈（AKB48）、間宮くるみ、鳳芳野                                         | 企画・原作：秋元康 脚本：平野靖士                                                                              |
|      | 休暇                                        | 門井肇                     | 小林薫、西島秀俊、大塚寧々                                                                | |
|      | どこに行くの?                               | 松井良彦                   | 柏原収史、あんず、朱源実                                                                  | |
|      | ≒草間彌生～わたし大好き～                   | 松本貴子                   | 草間彌生                                                                                  | |
|      | 窓辺のほんきーとんく                        | 堀井彩                     | 辻岡正人、吉沢明歩、安藤彰則                                                              | |
| 2007 | アコークロー                                | 岸本司                     | 田丸麻紀、忍成修吾、尚玄、エリカ、 村田雄浩                                               | |
|      | 地球でたったふたり                          | 内田栄治                   | 寉岡萌希、寉岡瑞希、忍成修吾                                                              | |
|      | Perfect Witness                             | Thomas Dunn                | ウェス・ベントレー、Mark Borkowski、ジョアンヌ・バロン                                    | |
|      | ハブと拳骨                                  | 中井庸友                   | 尚玄、宮崎あおい、虎牙光揮                                                                | |
| 2006 | I'll Be There With You                      | 北村昭博                   | 北村昭博、Adarsha Benjamin、Daniel Baldwin                                                | |
|      | 雨の町                                      | 田中誠                     | 和田聰宏、真木よう子、成海璃子                                                            | |
|      | 聴かれた女                                  | 山本政志                   | 蒼井そら、大野慶太、加藤裕人                                                              | |
|      | Seed of Darkness                            | Michael Chuah              | Wong Sze Sen、Amber Chia、Alvin Wong                                                      | |
|      | 赤龍の女                                    | 市川徹                     | 美崎悠、武智健二、大葉健二、我修院達也、 遠藤憲一                                         | |
|      | ヨコハマメリー                              | 中村高寛                   | 永登元次郎、五大路子、杉山義法                                                            | |
|      | ≒天明屋尚                                   | 石橋豪                     | 天明屋尚、三代目彫よし、河鍋楠美、山下祐二                                                | |
| 2005 | イド                                        | 不二稿京                   | 不二稿京、長谷川公彦                                                                      | |
|      | ガラスのうさぎ                              | 四分一節子                 |                                                                                           | |
|      | 恐怖依存症                                  | 藤井秀剛                   | 窪塚俊介、吉野公佳                                                                        | |
|      | 全身と小指                                  | 堀江慶                     | 池内博之、福田明子、片岡礼子、街田しおん                                                  | |
|      | 紀子の食卓                                  | 園子温                     | 吹石一恵、つぐみ、吉高由里子、光石研                                                      | |
|      | HAZARD                                      | 園子温                     | オダギリジョー、ジェイ・ウエスト、深水元基                                                | |
|      | 怖来 FU-RAI                                 | 藤井秀剛                   | 忍成修吾、前田綾花                                                                        | |
|      | 雪に願うこと                                | 根岸吉太郎                 | 伊勢谷友介、佐藤浩市、吹石一恵、小泉今日子                                                | |
|      | 夢の中へ                                    | 園子温                     | 田中哲司、夏生ゆうな、オダギリジョー                                                      | |
| 2004 | あゝ!一軒家プロレス                         | 久保直樹                   | 橋本真也、ソニン、佐野史郎、ニコラス・ペタス                                              | |
|      | 稲妻ルーシー                                | 西山洋市                   | 佐藤仁美、水橋研二                                                                        | |
|      | 運命人間                                    | 西山洋市                   | 豊原功補、内木英二、蒲田哲、豊嶋みのる、 中村愛美、小松みゆき                             | |
|      | 片目だけの恋                                | 渡辺護                     | 小田切理紗、下元史朗、田谷淳                                                              | |
|      | Crushball 2005                              | 伊藤秀隆                   | Elizabeth Fujimaki、Kristen Hepinstall、 Ian Jan Kampbell、James Bezy                     | |
|      | ソドムの市                                  | 高橋洋                     | 浦井崇、中原翔子、園部貴一、小嶺麗菜                                                      | |
|      | 「超」怖い話A～闇の鴉～                     | 星野義弘                   | 佐藤寛子、穐葉恭子、寺島進                                                                | |
|      | 月猫に蜜の弾丸                              | 港博之                     | 勝矢秀人、涼平、田中伸子、鶴水瑠衣                                                        | |
|      | 東京伝説 蠢く街の狂気                       | 及川中                     | 国分佐智子、谷口賢志、中村みづほ、千原靖史                                                | |
|      | 独立少女紅連隊                              | 安里麻里                   | 東海林愛美、立花彩野、太田千晶、宮下ともみ、 R-NA、津田寛治                               | |
|      | ともしび                                    | 吉田良子                   | 河井青葉、遠藤雅、蒼井そら、佐々木ユメ                                                    | |
|      | ≒船越桂                                     | 藤井謙二郎                 | 船越桂                                                                                    | |
|      | ユダ                                        | 瀬々敬久                   | 岡元夕紀子、光石研、三浦誠己、佐藤有                                                      | |
|      | ラブキルキル                                | 西村晋也                   | 津田寛治、街田しおん、愛葉るび                                                            | |
|      | ロスト★マイウェイ                           | 古澤健                     | 松重豊、植田裕一、安田尚哉、アレックス・コックス                                          | |
| 2003 | もも子、かえるの歌がきこえるよ。            | 四分一節子                 |                                                                                           | |
|      | ≒会田誠～無気力大陸～                       | 玉利裕助                   | 会田誠                                                                                    | |
|      | 黄龍                                        | 鹿島勤                     | 倉田保昭、宮本真希、照英、チャーリー・チャン                                              | |
| 2001 | 盲獣vs一寸法師                              | 石井輝男                   | リリー・フランキー、塚本晋也、平山久能、リトル・フランキー                                | |
|      | 死びとの恋わずらい                          | 渋谷和行                   | 後藤理沙、松田龍平、三輪明日美、三輪ひとみ、 秋吉久美子                                   | |
|      | グローウィン グローウィン                   | 堀江慶                     | 戸田昌宏、村島リョウ、三輪明日美                                                          | |
|      | ダイオキシンの夏                            | 出﨑哲                     |                                                                                           | |
|      | ≒森山大道                                   | 藤井謙二郎                 | 森山大道、荒木経惟                                                                        | |
| 1999 | 地獄                                        | 石井輝男                   | 佐藤美樹、前田通子、丹波哲郎                                                              | |
|      | ハッピーバースデー～命かがやく瞬間～        | 出﨑哲                     |                                                                                           | |
| 1998 | ねじ式                                      | 石井輝男                   | 浅野忠信、藤谷美紀、藤森夕子、金山一彦                                                    | |
| 1997 | 地球が動いた日                              | 後藤俊夫                   | 竹下景子、岡崎てつや                                                                      | |
| 1996 | オルガン                                    | 不二稿京                   | 長谷川公彦、奈佐健臣、不二稿京、広田玲央名、 菅田俊                                       | |
|      | ぬるぬる燗燗                                | 西山洋市                   | 藤田敏八、渡辺護、三浦勇矢、松本コンチータ                                                | |
| 1995 | 5等になりたい。                             | 加藤盟                     |                                                                                           | |

### 劇場配給部門
| 公開年   | 作品名                                                              | ジャンル           | 監督/クルー                                                                                                   | キャスト                                                                                        |
| -------- | ------------------------------------------------------------------- | ------------------ | --- | ----------------------------------------------------------------------------------------------- |
| 2014     | 劇場版 K MISSING KINGS                                              | アニメ             | 鈴木信吾 | 浪川大輔、小野大輔、小松未可子                                                                  |
|          | 劇場版 TIGER & BUNNY-The Rising-                                    | アニメ             | 米たにヨシトモ                                                                                                | 平田広明、富永研司、森田成一、新田健太                                                          |
|          | SHORT PEACE                                                         | アニメ             | 森本晃司（オープニング） 大友克洋（火要鎮） 森田修平（九十九） 安藤裕章（GAMBO） カトキハジメ（武器よさらば） |                                                                                                 |
|          | 劇場版 あの日見た花の名前を僕達はまだ知らない。                     | アニメ             | 長井龍雪 | 入野自由、茅野愛衣、戸松遥、櫻井孝宏                                                            |
|          | ヱヴァンゲリヲン新劇場版:Q                                          | アニメ             | 総監督：庵野秀明 監督：鶴巻和哉、摩砂雪                                                                       | 緒方恵美、三石琴乃、山口由里子、林原めぐみ                                                      |
| 2013     | 劇場版 魔法少女まどか☆マギカ 叛逆の物語                             | アニメ             | 総監督：新房昭之、 脚本：虚淵玄 原作：Magica Quartet、 アニメーション制作：シャフト                           | 悠木碧、斎藤千和、水橋かおり、喜多村英梨 野中藍、加藤英美里                                     |
|          | SPACE BATTLESHIP ヤマト                                             | SF                 | 監督／脚本：山崎貴                                                                                            | 木村拓哉、黒木メイサ、柳葉敏郎、堤真一 西田敏行、山﨑努                                         |
|          | 劇場版 青の祓魔師                                                   | アニメ             | 監督：高橋敦史 脚本：吉田玲子 原作：加藤和恵                                                                  | 岡本信彦、福山潤、花澤香菜、中井和哉 遊佐浩二、釘宮理恵、木内秀信                               |
| 2012     | 神秘の法                                                            | アニメ             | 原案／原作／製作総指揮：大川隆法 監督：今掛勇                                                                 | 子安武人、藤村歩、平川大輔                                                                      |
|          | 劇場版 魔法少女まどか☆マギカ 永遠の物語                             | アニメ             | 総監督：新房昭之、 脚本：虚淵玄 原作：Magica Quartet、 アニメーション制作：シャフト                           | 悠木碧、斎藤千和、水橋かおり、喜多村英梨 野中藍、加藤英美里                                     |
|          | 劇場版 魔法少女まどか☆マギカ 始まりの物語                           | アニメ             | 総監督：新房昭之、 脚本：虚淵玄 原作：Magica Quartet、 アニメーション制作：シャフト                           | 悠木碧、斎藤千和、水橋かおり、喜多村英梨 野中藍、加藤英美里                                     |
|          | 琉神マブヤーTHE MOVIE 七つのマブイ                                  | アニメ             | 佐野智樹 | 山田親太朗、ISSA、福本ジュディ幸子、長浜之人 川田広樹、真栄田賢、海老名保、仲間由紀恵、ゴリ     |
|          | 鋼の錬金術師 嘆きの丘の聖なる星                                     | アニメ             | 監督：村田和也 脚本：福原充則                                                                                 | 朴璐美、釘宮理恵、坂本真綾、森川智之 玉川砂記子、高本めぐみ、三木眞一郎                         |
| 2011     | 秋瑾 〜競雄女侠〜                                                   | ドラマ             | ハーマン・ヤウ                                                                                                | 黄奕、ケビン・チェン、夏文汐、デニス・トー アンソニー・ウォン、林雪                             |
|          | イップ・マン 誕生                                                   | アクション         | 監督：ハーマン・ヤウ 脚本：李敏、李昇                                                                         | デニス・トー、サモ・ハン・キンポー、ユン・ピョウ、ルイス・ファン 黄奕                           |
|          | トレジャー・オブ・エンペラー 砂漠の秘宝 (英題：The Treasure Hunter) | アクション         | 監督：朱延平                                                                                                  | ジェイ・チョウ、リン・チーリン、エリック・ツァン、チェン・ダオミン バロン・チェン、劉畊宏、苗圃 |
|          | TRIGUN Badlands Rumble                                              | アニメ             | 監督：西村聡 脚本：小林靖子 アニメーション制作：マッドハウス                                                  | 緒方恵美、三石琴乃、山口由里子、林原めぐみ 宮村優子、坂本真綾、石田彰                           |
|          | ヱヴァンゲリヲン新劇場版:破                                         | アニメ             | 総監督：庵野秀明 監督：鶴巻和哉、摩砂雪                                                                       | 緒方恵美、三石琴乃、山口由里子、林原めぐみ                                                      |
|          | ビューティフル アイランズ                                           | ドキュメンタリー   | 海南友子 |                                                                                                 |
| 2009     | ヱヴァンゲリヲン新劇場版:序                                         | アニメ             | 総監督：庵野秀明、 監督：鶴巻和哉 、摩砂雪                                                                    | 緒方恵美、三石琴乃、山口由里子、林原めぐみ                                                      |
|          | The Harimaya Bridge はりまや橋                                      | ドラマ             | アロン・ウルフォーク                                                                                          | ベン・ギロリ、高岡早紀、清水美沙、ダニー・グローヴァー                                          |
|          | 昼間から呑む                                                        | ドラマ             | ノ・ヨンソク                                                                                                  | ソン・サムドン、キム・ガンヒ、イ・ラニ                                                          |
| 2008     | 武士の一分                                                          | ドラマ             | 山田洋二 | 木村拓哉、檀れい、笹野高史、小林稔侍 緒形拳、桃井かおり                                         |
| 2007     | 明日の記憶                                                          | ドラマ             | 堤幸彦 | 渡辺謙、樋口可南子、坂口憲二、田辺誠一                                                          |
|          | 雪に願うこと                                                        | ドラマ             | 根岸吉太郎 | 伊勢谷友介、佐藤浩市、吹石一恵、小泉今日子                                                      |
| 公開予定 | The Red Eagle                                                       | アクション         | ウィシット・サーサナティアン                                                                                  | アナンダ・エヴァリンハム、ヤリンダ・ブンナーク、ジョナサン・ホールマン                          |
|          | スマグラー おまえの未来を運べ                                       | アクション、ドラマ | 監督：石井克人 脚本：石井克人、山口雅俊、山本健介 原作：真鍋昌平                                              | 妻夫木聡、永瀬正敏、満島ひかり、松雪泰子 安藤政信、我修院達也                                   |

### 製作部門
- 『太秦ライムライト』（監督：落合賢、2014年、上海国際映画祭公式上映作品)
- 『Man From Reno』（監督：デイブ・ボイル、2014年、ロサンゼルス映画祭グランプリ受賞作品)
- 『Falling』
- 『Lords of Chaos』
- 『Sensei』
- 『Silent Storm』
- 『M-ON! Monthly Icon: L'Arc-en-Ciel』（2012年）
- 『Snowchild』（監督：Uta Arning、出演：城戸愛莉、川野直輝、マイケル・ピンク、斎藤歩、2011年）
- 『The Harimaya Bridge はりまや橋』（監督：アロン・ウルフォーク、出演：ベン・ギロリ、高岡早紀、清水美沙、ダニー・グローヴァー、2009年）
- 『ホーンテッド ハイウェイ』（英題 Death Ride、監督：すずきじゅんいち、出演：ランド・ギャンブル、吉川ひなの、ローラ・パットニー、エイドリアン・ロバーツ、チャールズ・エメット、2006年）